# Sorø Kommune
Sorø Kommune ist eine dänische Kommune auf der Insel Seeland. Sie entstand am 1. Januar 2007 im Zuge der Kommunalreform durch Vereinigung der „alten“ Sorø Kommune mit den bisherigen Kommunen Dianalund und Stenlille, alle im Vestsjællands Amt. Verwaltungssitz ist Slagelse.
Die Kommune Sorø besitzt eine Gesamtbevölkerung von 30.444 Einwohnern (Stand 1. Januar 2023) und eine Fläche von 308,30 km². Sie liegt in der Region Sjælland, deren Verwaltung ihren Sitz in Sorø genommen hat.

## Entwicklung der Einwohnerzahl
- 1. Januar 2010: 29.522
- 1. Januar 2023: 30.444

## Ortschaften in der Kommune
Auf dem Gemeindegebiet liegen die folgenden Kirchspiele (dän.: Sogn) und Ortschaften mit über 200 Einwohnern (byer nach Definition der dänischen Statistikbehörde), bei einer eingetragenen Einwohnerzahl von Null hatte der Ort in der Vergangenheit mehr als 200 Einwohner.
| Nr. | Kirchspiel           | Einwohner | Ortschaft           | Einwohner |
| --- | -------------------- | --------- | ------------------- | --------- |
| 17  | Alsted Sogn          | 477       |                     |           |
| 11  | Bjernede Sogn        | 579       |                     |           |
| 09  | Bromme Sogn          | 402       |                     |           |
| 14  | Fjenneslev Sogn      | 1.024     | Fjenneslev          | 792       |
| 08  | Kirke Flinterup Sogn | 305       |                     |           |
| 15  | Lynge Sogn           | 4.970     | Frederiksberg Lynge | 3.928 230 |
| 07  | Munke Bjergby Sogn   | 1.229     | Munke Bjergby Vedde | 322 272   |
| 01  | Niløse Sogn          | 701       | Niløse              | 201       |
| 10  | Pedersborg Sogn      | 3.289     |                     |           |
| 04  | Ruds Vedby Sogn      | 2.070     | Ruds Vedby          | 1.735     |
| 05  | Skellebjerg Sogn     | 457       | Skellebjerg         | 205       |
| 13  | Slaglille Sogn       | 492       |                     |           |
| 12  | Sorø Sogn            | 5.446     | Sorø                | 8.271     |
| 02  | Stenlille Sogn       | 2.469     | Stenlille           | 2.049     |
| 03  | Stenmagle Sogn       | 1.462     | Nyrup               | 454       |
| 06  | Tersløse Sogn        | 4.664     | Dianalund Tersløse  | 4057 228  |
| 16  | Vester Broby Sogn    | 401       | Broby Overdrev      | 220       |

1. 1 2  Lynge hatte 2012 erstmals weniger als 200 Einwohner, Broby Overdrev 2014.
2. 1 2  Die Stadt Sorø erstreckt sich über die Kirchspiele Pedersborg Sogn und Sorø Sogn.

## Partnerstädte
Die Sorø Kommune unterhält folgende Städtepartnerschaften:
- Norwegen: Eidsvoll
- Schweden: Skara
- Island: Fljótsdalshérað
- Polen: Pruszcz Gdański